# Casa de Alvenaria - Volume 1: Osasco
Casa de Alvenaria - Volume 1: Osasco é o primeiro de dois volumes autobiográficos escritos por Carolina Maria de Jesus, no primeiro volume a escritora descreve as dificuldades enfrentadas por ela e por seus filhos após deixarem a favela do Canindé e irem morar em Osasco após o sucesso de seu primeiro romance Quarto de Despejo.
Foi publicado originalmente como o volume único Casa de Alvenaria: Diário de uma Ex-Favelada em 1961, pela Editora Paulo de Azevedo, sendo uma das cinco obras que a escritora brasileira publicou ainda em vida.

## Contexto
Carolina Maria de Jesus nasceu em Sacramento, Minas Gerais, mas viveu boa parte de sua vida na favela do Canindé, na cidade de São Paulo. Foi no Canindé que escreveu seu primeiro, e mais bem-sucedido, livro: Quarto de Despejo. Após o sucesso do primeiro livro, Carolina e seus três filhos se mudaram da favela onde moravam após o convite de um empresário para que a família morasse no porão de sua casa em Osasco, na Grande São Paulo.
O livro foi originalmente publicado em 1961, pela Editora Paulo de Azevedo, e assim como o primeiro livro da escritora, foi editado e publicado pelo jornalista Audálio Dantas. O primeiro volume inclui relatos desde janeiro de 1960 até dezembro do mesmo ano.
Em 2021 o primeiro volume do livro foi reeditado e publicado pela Companhia das Letras, juntamente com um segundo volume inédito e contando com prefácios escritos por Conceição Evaristo, e pela filha da escritora, Vera Eunice.

## Enredo
Neste primeiro volume de Casa de Alvenaria Carolina Maria de Jesus narra as mudanças que impactam sua vida após o sucesso de seu livro Quarto de Despejo. Por consequência desse sucesso a autora realiza aquilo que era um sonho para ela, sair da favela e se mudar para uma casa de alvenaria.
Entretanto, apesar do sucesso de sua publicação e da melhora de suas condições da vida após se mudar para Osasco juntamente com os três filhos, a escritora se tornara infeliz com essa nova realidade. Mesmo reconhecida enquanto uma escritora de sucesso Carolina Maria seguia sofrendo com o racismo e o preconceito, passando pela discriminação nos novos ambientes que passou a frequentar após Quarto de Despejo. Carolina Maria de Jesus sentia que havia abandonado a favela ao se mudar, se incomodava com as pessoas que a procuravam para pedir dinheiro, e sofria com o jornalista que editou e publicou seu primeiro livro, Audálio Dantas, que buscava a controlar, se colocou contra a mudança da escritora e até mesmo tentou escolher as roupas que ela usaria.
 

O primeiro volume se encerra com Carolina Maria de Jesus e sua família se mudando de Osasco para uma casa no bairro de Santana em São Paulo.